# لودویکا پالتا
لودویکا پالتا (انگلیسی: Ludwika Paleta؛ زادهٔ ۲۸ نوامبر ۱۹۷۸) هنرپیشه لهستانی-تبار اهل مکزیک است. او فعالیت حرفه‌ای خود را در عرصه بازیگری در سال ۱۹۸۹ به عنوان بازیگر خردسال آغاز کرد.